# Osutki sosny

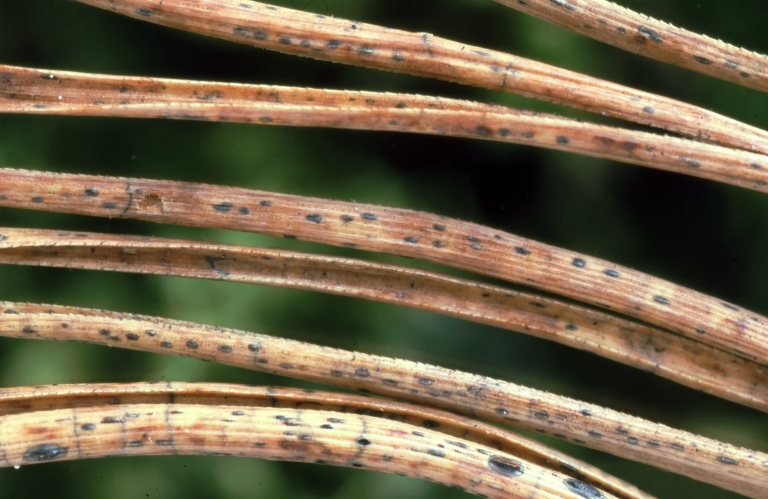
Igły porażone przez Lophodermium pinastri

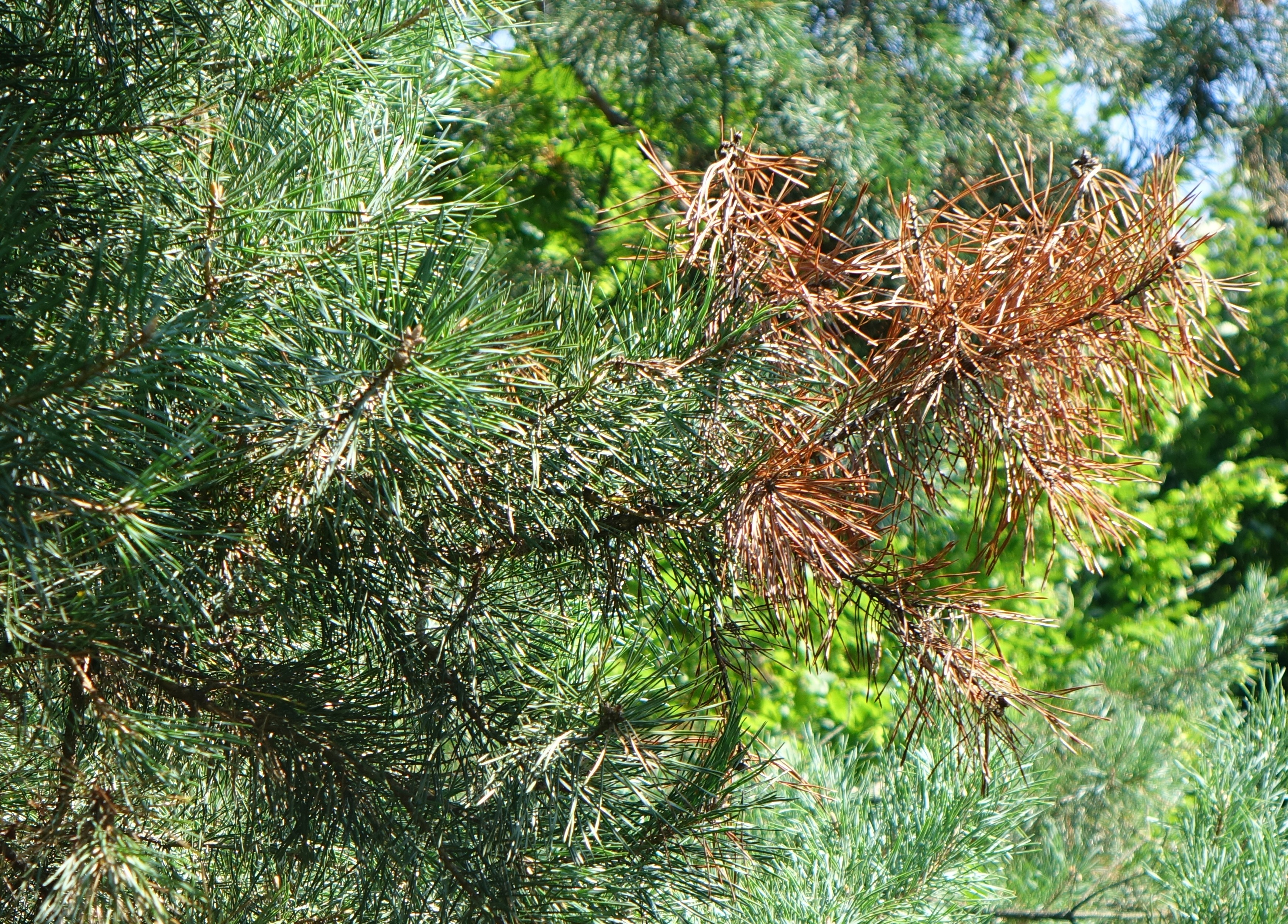
Wiosenna osutka sosny

Osutki sosny – grupa grzybowych chorób sosny (Pinus), wywoływanych przez organizmy grzybowe z klasy grzybów niedoskonałych i workowców. Wspólnym objawem porażenia przez patogen są przebarwienia igieł – poszerzające się i żółknące plamy różnej wielkości, oraz przedwczesne opadanie igieł.
Do osutek sosny należą:
- wiosenna osutka sosny – epifitycznie występuje na sośnie zwyczajnej, mniejsze znaczenie ma występowanie na sośnie czarnej, sośnie wejmutce, sośnie Banksa, limbie i innych. Wywoływana jest przez grzyby z rodzaju Lophodermium:
  - Lophodermium pinastri Schard. Chèvall – najbardziej znany i rozpowszechniony sprawca osutki, zagraża głównie drzewom powyżej piątego roku życia.
  - Lophodermium seditiosum Minter, Staley et Miller – znany z porażania przede wszystkim najmłodszych sosen: w szkółkach i na uprawach. Zagrażający tylko tegorocznym igłom.
oraz mniej znane w Polsce:
  - Lophodermium conigenum (Brunaud) Hilitz,
  - Lophodermium pini-excelsae Ahmad,
  - Lophodermium staleyi Minter.
- jesienna osutka sosny – wywoływana przez:
  - Sydowia polyspora (Bref. & Tavel) E. Müll. – najbardziej znany sprawca tej odmiany choroby.
  - Cyclaneusma minus[1] (Butin) di Cosmo, Pedro et Minter (Naemacyclus minor Butin) – nabiera obecnie coraz większego znaczenia. Poraża igły kilkunastu gatunków sosny w Ameryce Północnej, Afryce, Australii i Europie, w tym także sosnę zwyczajną.
  - Lophodermium pinastri – grzyb ten, poza powodowaniem osutki wiosennej, zaraża wtórnie igły porażone przez grzyby osutki jesiennej,
  - Grupa grzybów określana jako towarzyszące: Epicoccum purpurascens Ehrenb i Coniothyrium fuckelii Sacc.
- osutka północna sosny (osutka szwedzka) – wywoływana przez:
  - Lophodermella sulcigena (Rostr.) Hörn (Hypodermella sulcigena (Rostr.) Tub) – wywołuje chorobę u sosny zwyczajnej, górskiej i korsykańskiej. Występuje na drzewach w wieku 3–20 lat, rzadko do 30, rosnących w krajach północnej Europy oraz górach środkowej i zachodniej Europy, w Polsce nie ma dużego znaczenia.
- osutka wejmutki – wywoływana przez:
  - Meloderma desmazieri (Duby) Darker – grzyb porażający przede wszystkim drągowiny wejmutki, ale także drzewa młodsze, również innych pięcioigielnych sosen. Odnotowane są przypadki osutki wejmutki na sośnie Banksa, sośnie czerwonej, zwyczajnej i kalifornijskiej.
- osutka śnieżna – wywoływana przez:
  - Phacidium lacerum Karst (Phacidium infestans) – atakuje w uprawach i szkółkach sosny długo zalegające pod śniegiem.
- inne osutki sosen, wywoływane przez:
  - Dothistroma pini Hulb. – w Europie na sośnie zwyczajnej, w USA i Kanadzie głównie na Pinus laricio, sośnie kalifornijskiej i żółtej, ale występuje również na innych sosnach. Dokuczliwa na sosnowych plantacjach choinkowych (znana jest pod nazwą: „redband disease”).
  - Rhizosphaera kalkhoffii Bub. – zaobserwowany na wschodnich terenach Niemiec, jak również innych obszarach, szczególnie w drzewostanach pozostających pod wpływem emisji przemysłowych. W Japonii w pobliżu hut atakuje sosnę gęstokwiatową. Zaraża nie tylko sosny, ale również: jodły, świerki i daglezje.
  - Lecanosticta acicola (Thüm.) Syd. – w USA występuje na sośnie zwyczajnej (zwana „brown spot needle disease”), również sośnie austriackiej (Pinus nigra v. austriaca), głównie na plantacjach choinkowych.
Oraz wiele innych gatunków w tym:
  - Meloderma desmazieri (Duby) Darker, Hypodermella conjuncta Daker, Stomiopeltis pinastri (Fuckel) Arx, Melanospora chionea (Fr.) Corda i inne.